# Gazza II
Gazza II es un videojuego de fútbol desarrollado para sistemas Amstrad CPC, Amstrad GX4000, ZX Spectrum, Amiga 500/600, Atari ST, Commodore 64 y PC. Fue lanzado por Empire Interactive en 1990, y recibe su nombre del famoso futbolista inglés Paul Gascoigne (cuyo apodo es Gazza).
Es la secuela de Gazza's Superstar Soccer. El título también forma parte de la recopilación de videojuegos de fútbol Soccer Stars.